# Eunidia nigroterminata
Eunidia nigroterminata là một loài bọ cánh cứng trong họ Cerambycidae.